# Kazimieras Antanavičius
Kazimieras Antanavičius (ur. 25 listopada 1937 w miejscowości Balsėnai w rejonie kretyngańskim, zm. 16 kwietnia 1998 w Wilnie) – litewski polityk, inżynier, ekonomista i nauczyciel akademicki, profesor, poseł na Sejm, założyciel i w latach 1989–1991 przewodniczący Litewskiej Partii Socjaldemokratycznej.

## Życiorys
Ukończył szkołę średnią w Szyłelach, a w 1959 studia z zakresu budownictwa w Kowieńskim Instytucie Politechnicznym. Uzyskiwał kolejne stopnie akademickie, w tym doktoryzował się w zakresie nauk ekonomicznych. Pracował głównie jako nauczyciel akademicki w Wileńskim Instytucie Inżynierii Budownictwa. W 1982 objął stanowisko profesora i kierownika jednej z katedr. Od 1986 zatrudniony w instytucie nauk ekonomicznych Litewskiej Akademii Nauk, gdzie zajmował się m.in. opracowaniem planów gospodarczych dla Litwy.
Był aktywnym działaczem niepodległościowego Sąjūdisu. W 1989 wziął udział w powołaniu Litewskiej Partii Socjaldemokratycznej, po czym do 1990 stał na czele tego ugrupowania. W 1989 wybrany na deputowanego do Rady Najwyższej ZSRR, a w 1990 został członkiem Rady Najwyższej Litewskiej SRR (przekształconej następnie w Sejm). 11 marca 1990 znalazł się wśród sygnatariuszy Aktu Przywrócenia Państwa Litewskiego. Mandat poselski wykonywał również w kolejnej kadencji litewskiego parlamentu w latach 1992–1996. W ostatnich latach życia wykładał na Uniwersytecie Witolda Wielkiego w Kownie i kontynuował pracę w Litewskiej Akademii Nauk.